# Johanne af Évreux
Johanne af Évreux (1310 - 4. marts 1371) var dronning af Frankrig og Navarra som Karl 4.'s tredje kone. Hun var datter af hans onkel Ludvig, greve af Évreux og Margrete af Artois. Da deres ægtskab ikke resulterede i sønner, betød det afslutningen på Huset Capets hovedlinje. Fordi hun var hans kusine, krævede ægteskabet Pave Johannes 22.'s tilladelse. De fik tre døtre, Johanne, Marie og Blanka.
Johanne døde den 4. marts 1371 på sit slot i Brie-Comte-Robert i regionen Île-de-France, ca. 20 km sydøst for Paris. Hun blev begravet i Saint-Denis Basilikaen, kongerne af Frankrigs nekropolis.
To af Johannes bemærkelsesværdige ejendele har overlevet: Hendes tidebog og en statue af Jomfru Maria og Jesusbarnet. Tidebogen, kendt som Johanne af Evreux' Tid, er i The Cloisters-samlingen under Metropolitan Museum of Art i New York. Det blev bestilt hos kunstneren Jean Pucelle mellem 1324 og 1328, sandsynligvis som en gave fra hendes mand. Bogen indeholder de sædvanlige bønner i de kanoniske tider, der er er arrangeret for lægfolk sammen med det bemærkelsesværdige ritual dedikeret til Ludvig den Hellige, hendes oldefar. Den lille statue af Jomfru Maria og Jesusbarnet (forgyldt sølv og emalje, 69 cm høj), som Johanne efterlod til Saint-Denis klosteret uden for Paris, er nu på Louvre-Museet.

## eksterne links
- Johanne af Evreux' Tidebog på 'The Cloisters'